# Elektrownia Matla
Elektrownia Matla – węglowa elektrownia cieplna znajduje się w pobliżu około 30 km od Secunda w Mpumalanga

## Nazwa
W języku sotho "matla" znaczy "moc", "siła"

## Historia
Planowanie i projektowanie elektrowni Matla rozpoczęto we wczesnych latach siedemdziesiątych. Projekt ewoluował z powodu ogólnoświatowego niedoboru stali. Elektrownia została zaprojektowana na 30 lat eksploatacji, ale ponieważ posiadano znaczne rezerwy węgla przedłużono go do 50 lat. Budowa rozpoczęła się pod koniec 1974, a została ukończona w 1983 roku. Pierwszy blok pracuje od 1979 roku. Elektrownia składa się z sześciu bloków 600 MW, co daje moc 3600 MW. Węgiel do elektrowni jest transportowany za pomocą przenośnika z sąsiedniej kopalni Eyesizwe Matla.
27 sierpnia 1980 roku upadek jednego z kominów zabił jednego pracownika i ranił 15 osób. Komin został wyburzony w 1981 roku z użyciem ładunków wybuchowych.

## Właściciel
Właścicielem jest Eskom Enterprises, spółka należąca do Eskom Holdings, która wytwarza około 95% energii elektrycznej zużywanej w Republice Południowej Afryki i około 45% energii elektrycznej zużywanej w Afryce.